# Heart Gear
Heart Gear est un manga écrit et illustré par Tsuyoshi Takaki (ja). La série est publiée au Japon depuis avril 2019 dans le magazine mensuel Shōnen Jump+ de l'éditeur Shueisha et s'est terminée en juin 2024. La version française est éditée par Ki-oon depuis octobre 2019.

## Synopsis
Dans un monde où l'espèce humaine a été quasiment anéantie à la suite d'une guerre planétaire il y a 200 ans, la planète n'est pratiquement plus que peuplée par des machines. Une fille du nom de Roue se retrouve à être élevée par un autre robot du nom de Zett lui servant de père de substitution. L'arrivée d'un nouveau robot du nom de Chrome va lui permettre d'avoir également un petit frère et être intégrée dans une véritable famille. Mais tout est chamboulé quand un androïde fou, détruit Zett avant d'attaquer Roue. Cette dernière se retrouve en danger, et c'est au tour de Chrome de devenir son protecteur.

## Production
Takaki apprécie la science-fiction et après avoir terminé la série Black Torch, il a voulu créer un manga de science-fiction. Il a finalement choisi de le rendre post-apocalyptique avec des robots, bien qu'il craignait que cela soit difficile à comprendre pour certains lecteurs. Après en avoir discuté avec son éditeur, il a finalement choisi une jeune fille et un robot comme personnages principaux afin d'avoir deux points de vue distincts sur lesquels écrire. Lors de l'écriture des robots de la série, Takaki se souvient avoir été fasciné par les robots humanoïdes du film américain de 1982, Android, il les a donc utilisés comme modèle lors de l'écriture de la série.
Takaki a d'abord eu du mal avec le décor, car il voulait qu'il paraisse futuriste à première vue, mais en même temps ne devienne pas de la pure fantaisie. Pour y parvenir, il a utilisé des éléments de sa vie quotidienne comme des arbres, des poteaux électriques et des bâtiments, ainsi que des photos sur Internet, en particulier celles de ruines ou de lieux célèbres comme modèle.

## Publication
Heart Gear est écrit et dessiné par Tsuyoshi Takaki (ja). Il est publié sur la plateforme de lecture en ligne Shōnen Jump+ depuis le 3 avril 2019. En mai 2020, la série a été mise en pause en raison de la santé de l'auteur. Après deux ans de pause, la série revient en août 2022, avant d'en commencer une autre en décembre 2022. Elle a repris sa publication en janvier 2024. La série a terminé sa sérialisation le 26 juin 2024. La série est publiée sous format tankōbon à partir du 4 juillet 2019. Le 2 août 2024, le dernier volume est publié au Japon formant une série avec un total de 7 volumes.
En juin 2019, Ki-oon annonce la publication de la version française avec le premier tome le 3 octobre 2019.

### Liste des volumes
| no | Japonais          | Japonais          | Français        | Français                                                                   |
| no | Date de sortie    | ISBN              | Date de sortie  | ISBN                                                                       |
| -- | ----------------- | ----------------- | --------------- | -------------------------------------------------------------------------- |
| 1  | 4 juillet 2019    | 978-4-08-882036-1 | 3 octobre 2019  | 979-1-03-270546-9 (édition standard) 979-10-327-0545-2 (édition collector) |
| 2  | 1er novembre 2019 | 978-4-08-882123-8 | 6 février 2020  | 979-1-03-270570-4                                                          |
| 3  | 4 mars 2020       | 978-4-08-882208-2 | 2 juillet 2020  | 979-1-03-270633-6                                                          |
| 4  | 4 août 2022       | 978-4-08-882256-3 | 3 octobre 2024  | 979-1-03-270666-4                                                          |
| 5  | 4 avril 2024      | 978-4-08-883317-0 | 5 décembre 2024 | 979-1-03-270799-9                                                          |
| 6  | 4 juin 2024       | 978-4-08-884052-9 |                 |                                                                            |
| 7  | 2 août 2024       | 978-4-08-884152-6 |                 |                                                                            |

## Réception
La série s'est vendue trois fois plus d'exemplaires en France qu'au Japon.
Les différentes critiques à l'histoire et aux personnages ont été globalement positive. Erkael de Manga-News a aimé le cadre de l'histoire. Il a également fait l'éloge des personnages et de la façon dont ils interagissent pour faire avancer l'histoire. Cependant, Erkael a également estimé que l'histoire utilise trop d'éléments communs aux mangas shōnen. Faustine Lillaz de Planete BD a aimé la relation entre les personnages humains et robots et le cadre, bien qu'elle ait également estimé que la construction du monde était un peu trop subtile. Skeet de Manga Sanctuary a apprécié les émotions ressortant de l'histoire, en particulier les parties les moins sérieuses. Cependant, Skeet a également estimé que la série était un peu générique. Marc Vandermeer d'ActuaBD a aimé le cadre post-apocalyptique, le qualifiant de réaliste ; il a également comparé favorablement plusieurs éléments de l'histoire à L'Enfant et le Maudit : Siúil, a Rún. Cependant, il a estimé que l'auteur a donné trop de puissance au personnage de Chrome dans les scènes d'action.
La critique à l'artwork a également été positive. Erkael a aimé le style artistique, estimant qu'il a contribué à rendre l'histoire plus immersive et à rendre les scènes d'action plus intenses. Skeet a apprécié la variété des coups de crayon utilisés par Takaki, estimant qu'ils ont rendu l'histoire plus percutante. Vandermeer a estimé que l'artwork a contribué à rendre l'histoire et les personnages, en particulier les robots, plus captivants et intéressants, bien qu'il ait également estimé que l'artiste avait du mal à dessiner les visages de certains personnages.

### Œuvres
Édition japonaise
1. 1 2  (ja) « HEART GEAR 1 », sur Shueisha (consulté le 2 janvier 2025)
2. 1 2  (ja) « HEART GEAR 2 », sur Shueisha (consulté le 2 janvier 2025)
3. 1 2  (ja) « HEART GEAR 3 », sur Shueisha (consulté le 2 janvier 2025)
4. 1 2  (ja) « HEART GEAR 4 », sur Shueisha (consulté le 2 janvier 2025)
5. 1 2  (ja) « HEART GEAR 5 », sur Shueisha (consulté le 2 janvier 2025)
6. 1 2  (ja) « HEART GEAR 6 », sur Shueisha (consulté le 2 janvier 2025)
7. 1 2  (ja) « HEART GEAR 7 », sur Shueisha (consulté le 2 janvier 2025)

Édition française
1. 1 2  « Heart Gear Vol.1 », sur Ki-oon (consulté le 2 janvier 2025)
2. ↑  « Heart Gear Vol.1 Collector », sur Ki-oon (consulté le 2 janvier 2025)
3. 1 2  « Heart Gear Vol.2 », sur Ki-oon (consulté le 2 janvier 2025)
4. 1 2  « Heart Gear Vol.3 », sur Ki-oon (consulté le 2 janvier 2025)
5. 1 2  « Heart Gear Vol.4 », sur Ki-oon (consulté le 2 janvier 2025)
6. 1 2  « Heart Gear Vol.5 », sur manga-news (consulté le 2 janvier 2025)